# Heliocheilus moribunda
Heliocheilus moribunda là một loài bướm đêm thuộc họ Noctuidae. Nó được tìm thấy ở Lãnh thổ Thủ đô Úc, New South Wales, Bắc Úc, Queensland và Tây Úc.
Sải cánh dài khoảng 30 mm.

## Hình ảnh

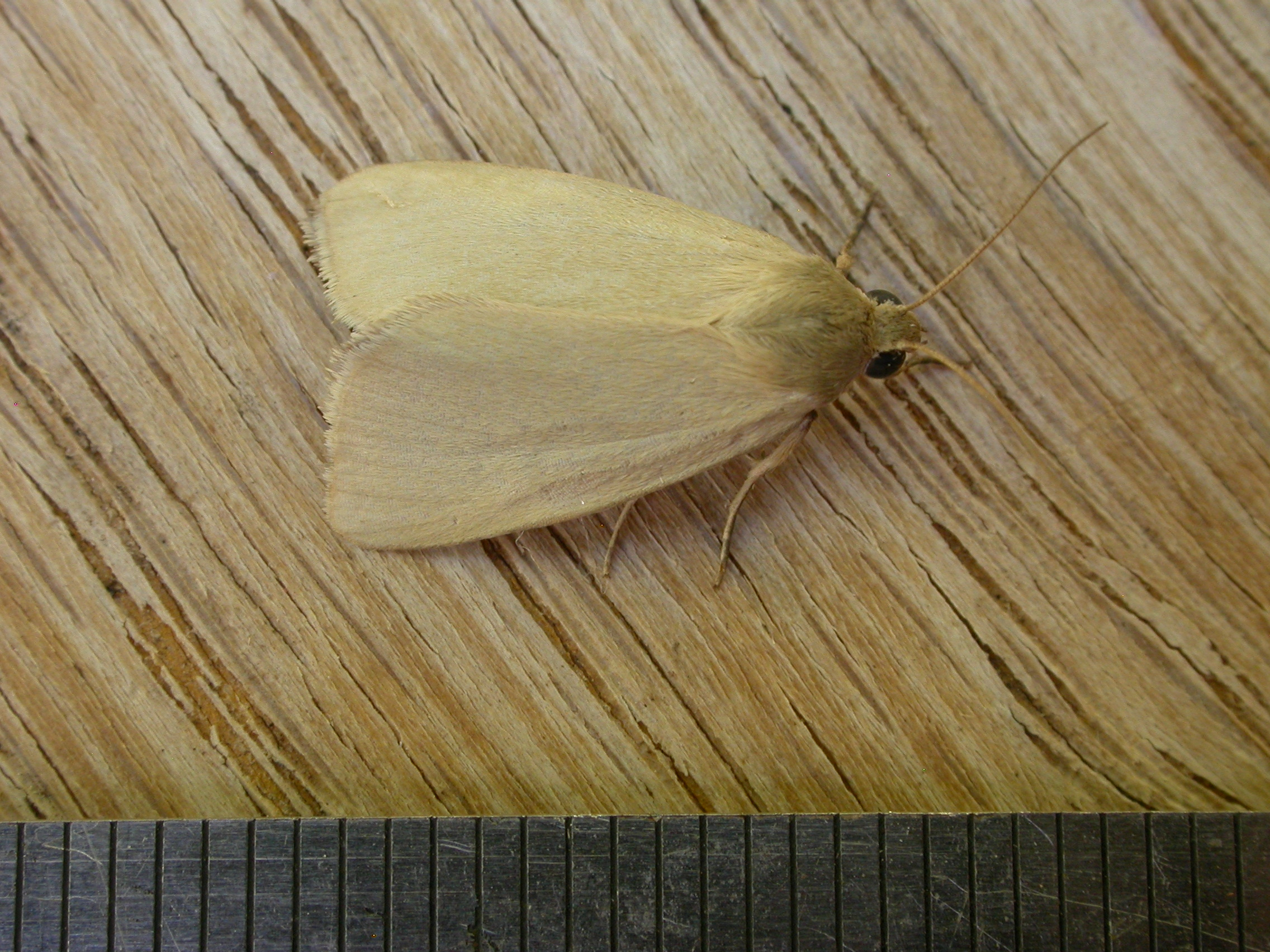
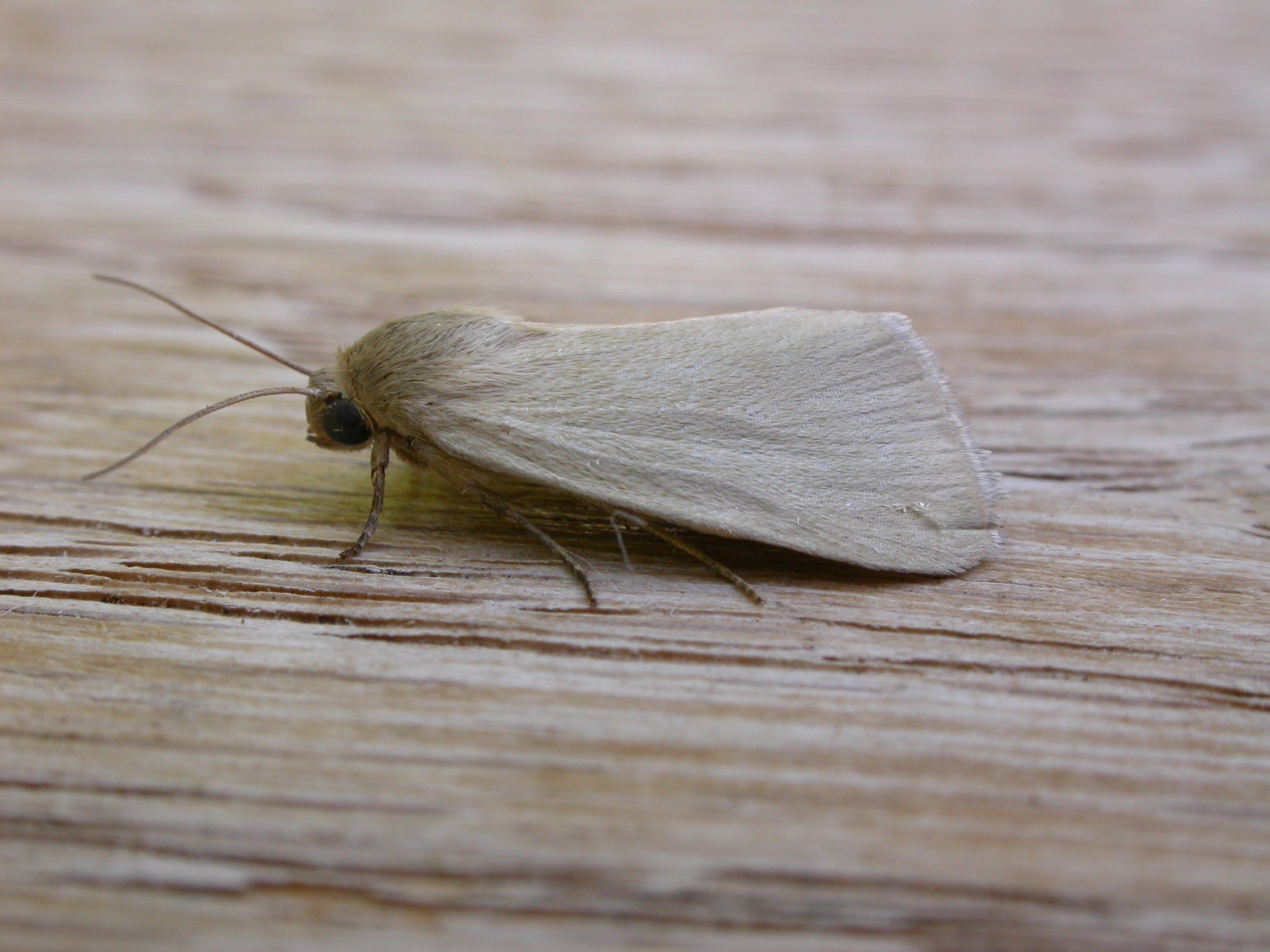